# Rod Figueroa
Rodney „Rod” Figueroa Langkan (ur. 13 lipca 1966) – portorykański zapaśnik walczący w stylu wolnym. Olimpijczyk z Barcelony 1992, gdzie zajął dziesiąte miejsce w kategorii 130 kg. Brązowy medalista mistrzostw panamerykańskich w 1992 roku. Zawodnik University of Wisconsin–Oshkosh.